# Gertraud Gruber
Gertraud Gruber (* 24. Mai 1921 in München; † 12. März 2022 in Rottach-Egern) war eine deutsche Kosmetikerin und Unternehmerin. Sie galt als Vorreiterin der Wellness-Bewegung. 1955 gründete sie am Tegernsee die erste Schönheitsfarm in Europa.

## Karriere
Als junge Frau verfolgte Gruber zunächst ihren Karrierewunsch einer klassischen Tänzerin und besuchte die Tanzschule von Isadora Duncan. Der Beginn des Zweiten Weltkriegs beendete aber diese Pläne. Gruber absolvierte eine Ausbildung zur Heilgymnastin und spezialisierte sich auf die Behandlung der Gesichtsmuskulatur nach Nervenverletzungen. Nach Kriegsende folgte eine Ausbildung zur Kosmetikerin an der Fachschule von Friedl Groh in München. 
Ihre Heirat führte sie 1949 nach Rottach-Egern, wo sie zunächst als Kosmetikerin arbeitete. Zusammen mit ihrem Mann erwarb sie eine ehemalige Silberfuchsfarm, in der sie nach Ausbau und Erweiterung am 1. Oktober 1955 Europas erste Schönheitsfarm eröffnete. Schnell wurde das Haus zu einer beliebten Adresse der Prominenten. Schauspielerinnen wie Nadja Tiller, Caterina Valente und Heidelinde Weis gehörten zu den ersten Stammgästen. Heute zählt das Haus 110 Betten, jährlich werden etwa 25.000 Gäste betreut.
Parallel dazu entwickelte Gruber eine Kosmetiklinie, die sie unter ihrem eigenen Namen vertrieb. Ähnlich wie bei ihren Behandlungsmethoden verfolgte sie dabei einen streng ganzheitlichen Ansatz.
Gertraud Gruber erwarb den Benediktushof in Holzkirchen bei Würzburg und übergab 2002 die Leitung des Zentrums für Spirituelle Wege dem Benediktinermönch und Zen-Meister Willigis Jäger.
Mit großzügigen Spenden unterstützte Gruber auch Michael Aufhausers Gnadenhof bei Iffeldorf.

## Auszeichnungen
- 1971: Asta-Poppelsdorf-Medaille des Bundesverbands Deutscher Kosmetikerinnen (BDK)
- 1985: Bundesverdienstkreuz am Bande für hervorragende Verdienste um die Förderung und Entwicklung der Kosmetik in Deutschland
- 1985: Ehrenbrief der Gemeinde Rottach-Egern
- 1986: Staatsmedaille für besondere Verdienste um die bayerische Wirtschaft
- 2001: „A Life of Beauty“, Preis der Beauty International für herausragende Leistungen im Bereich der professionellen Kosmetik und Würdigung des Lebenswerkes (erstmalige Preisvergabe)
- 2005: Ehrenbürgerin der Gemeinde Rottach-Egern
- 2006: Bayerischer Verdienstorden
- 2011 Verleihung Wirtschaftspreis für das Lebenswerk vom Landkreis Miesbach/Oberbayern[5]
- 2022 Bayerischer Verfassungsorden